# Françoise Abanda
Françoise Abanda (* 5. Februar 1997 in Montreal) ist eine kanadische Tennisspielerin.

## Karriere
Auf dem ITF Women’s Circuit gewann sie bislang drei Einzel- und zwei Doppeltitel. Bei ihrem ersten Auftritt auf der WTA Tour scheiterte sie beim Rogers Cup 2012 in Montreal mit einer Wildcard erst in der Qualifikationsrunde. Sowohl 2012 als auch 2013 trat sie beim Turnier in Québec in der Qualifikation an, scheiterte aber beide Male bereits in der ersten Runde.
Bei den US Open qualifizierte sie sich 2014 erstmals für das Hauptfeld eines Grand-Slam-Turniers.
2015 debütierte sie in der kanadischen Fed-Cup-Mannschaft. Von ihren bisher zehn Partien konnte sie fünf gewinnen.

## Turniersiege

### Einzel
| Nr. | Datum           | Turnier        | Kategorie   | Belag     | Finalgegnerin   | Ergebnis      |
| --- | --------------- | -------------- | ----------- | --------- | --------------- | ------------- |
| 1.  | 19. Januar 2014 | Port St. Lucie | ITF $25.000 | Sand      | Heidi El Tabakh | 6:3, 6:4      |
| 2.  | 20. März 2016   | Irapuato       | ITF $25.000 | Hartplatz | Lesley Kerkhove | 6:2, 6:4      |
| 3.  | 9. Oktober 2016 | Redding        | ITF $25.000 | Hartplatz | Sachia Vickery  | 3:6, 6:4, 6:4 |

### Doppel
| Nr. | Datum            | Turnier         | Kategorie   | Belag             | Partnerin      | Finalgegnerin                      | Ergebnis          |
| --- | ---------------- | --------------- | ----------- | ----------------- | -------------- | ---------------------------------- | ----------------- |
| 1.  | 1. November 2013 | Toronto         | ITF $50.000 | Hartplatz (Halle) | Victoria Duval | Melanie Oudin Jessica Pegula       | 7:65, 2:6, [11:9] |
| 2.  | 3. Mai 2015      | Charlottesville | ITF $50.000 | Sand              | Maria Sanchez  | Olha Jantschuk Irina Chromatschowa | 6:1, 6:3          |